# Адиб Халил
Адиб Халил (фр. Adib Khalil, арап. أديب خليل; Монте Карло, 24. август 2002) либански је пливач француског порекла чија специјалност су трке слободним стилом на дужим дистанцама. 

## Спортска каријера
Халил се на међународној пливачкој сцени појавио 2019. као један од учесника Светског првенства које је тада одржано  у корејском Квангџуи. У Кореји је наступио у квалификационим тркама на 400 слободно (43) и  1.500 слободно (35. место). 